# ماروین باور
ماروین باور (انگلیسی: Marvin Bower; ۱ اوت ۱۹۰۳ – ۲۲ ژانویهٔ ۲۰۰۳) مشاور، وکیل، کارآفرین و سرمایه‌دار اهل ایالات متحده آمریکا بود.